# Josie Maran
Johanna Selhorst "Josie" Maran (Menlo Park, California; 8 de mayo de 1978) es una modelo, actriz y emprendedora estadounidense.
Maran fue contratada a la edad de 17 años por la agencia Elite Model Management de Los Ángeles. Maran apareció en su primera portada en la revista Glamour en 1998 y fue la chica de Guess? en las temporadas de verano y otoño de ese mismo año. Después de hacer más de veinticinco comerciales y anuncios, incluyendo su participación en un video musical de los Backstreet Boys, se mudó a Nueva York para trabajar con la misma agencia. En 1999, acordó un contrato de varios años con Maybelline.
En 2001 protagonizó la película The Mallory Effect obtuvo el rol de a una modelo francesa en Little Black Book y de una de las novias de Drácula en Van Helsing. Ha posado para las revistas Cosmopolitan, ELLE, Lucky, Mademoiselle, Marie Claire, Vogue y para el especial de trajes de baño de Sports Illustrated. También ha posado para las marcas Guess?, Maybelline, Mango y Levi's. En 2005 Participó en el juego Need for Speed: Most Wanted  como el "ángel guardián" del jugador, al cual saca de la cárcel y  ayuda a superar las distintas barreras que tiene el juego.

## Como modelo artística
- Cosmopolitan
- Cosmo Girl
- ELLE
- Esquire
- Estylo
- FHM
- Glamour (6 veces como modelo de portada)
- GQ
- Lucky
- Mademoiselle
- Marie Claire
- Maxim
- Rev
- Shape
- Surface
- Vogue
- Sisley
- Sports Illustrated Swimsuit Issue en el 2000, 2001 y 2002
- Victoria's Secret

## Filmografía

### Cine
| Año  | Título             | Personaje   |
| ---- | ------------------ | ----------- |
| 2006 | The Gravedancers   | Kira Hayden |
| 2004 | The Aviator        | Thelma      |
| 2004 | Little Black Book  | Lulu Fritz  |
| 2004 | Van Helsing        | Marishka    |
| 2002 | Swatters           | Susan       |
| 2002 | The Mallory Effect | Mallory     |

### Televisión
| Año  | Título                                | Personaje | Notas                                     |
| ---- | ------------------------------------- | --------- | ----------------------------------------- |
| 2007 | Dancing with the Stars                |           | eliminada en la primera semana            |
| 2007 | Jimmy Kimmel Live!                    |           | 2005 • 2004 • 2003                        |
| 2007 | QVC Model & Host Clips                | Vendor    |                                           |
| 2008 | Karma Air                             |           |                                           |
| 2009 | America's Next Top Model              |           | Jurado invitada, episodio «Dance With Me» |
| 2004 | Van Helsing: Behind the Screams       |           |                                           |
| 2004 | Late Night with Conan O'Brien         |           |                                           |
| 2004 | Morning Light by Truman               |           | vídeo musical                             |
| 2004 | The Late Late Show with Craig Kilborn |           | 2002                                      |
| 2000 | The Howard Stern Show                 |           |                                           |
| 1997 | Everybody (Backstreet's Back)         |           | vídeo musical por los Backstreet Boys     |

### Videojuegos
| Año  | Título                      | Personaje    |
| ---- | --------------------------- | ------------ |
| 2005 | Need for Speed: Most Wanted | Mia Townsend |